# Вічна боротьба (фільм, 1923)
«Вічна боротьба» (англ. The Eternal Struggle) — американський вестерн режисера Реджинальда Баркера 1923 року.

## Сюжет
Вірячи, що вона відповідальна за смерть її потенційного спокусника, молода жінка втікає до Північного Ванкувера.

## У ролях
- Рене Адоре — Андре Гранж
- Ерл Вільямс — сержант Ніл Темпест
- Барбара Ла Марр — Каміла Ленуар
- Пет О’Меллі — Бак О'Харра
- Воллес Бірі — Барод Дюкан
- Джозеф Суікерд — П'єр Гранж
- Пет Гермон — Ойлі Кірбі
- Андерс Рендолф — капітан Джек Скотт
- Едвард Брейді — Жан Каардеу
- Роберт Андерсон — Олаф Олафсон
- Джордж Кува — Во Лонг